# Lista över avsnitt av Kommissarie Morse
Följande artikel är en lista över avsnitt av den brittiska kriminaldramaserien Kommissarie Morse, med John Thaw och Kevin Whately i huvudrollerna.
Programmet består av åtta säsonger, vilka sändes mellan 1987 och 2000, med totalt trettiotre avsnitt.

## Avsnitt

### Säsong 1 (1987)
1. Döden i Jericho (The Dead of Jericho)
2. Nicholas Quinns tysta värld (The Silent World of Nicholas Quinn)
3. Själamässa (Service of All the Dead)

### Säsong 2 (1987)
1. Det försvunna smycket (The Wolvercote Tongue)/utvecklades till boken The Jewel That Was Ours
2. Flicka försvunnen (Last Seen Wearing)
3. Uppgörelsens tid (The Settling of the Sun)
4. Sista bussen till Woodstock (Last Bus to Woodstock)

### Säsong 3 (1989)
1. Spökskrivaren (Ghost in the Machine)
2. Sista fienden (The Last Enemy)/baseras på boken The Riddle of the Third Mile
3. Dödligt dubbelspel (Deceived by Flight)
4. Mysteriet med ruta 5B (The Secret of Bay 5B)

### Säsong 4 (1990)
1. Gehennas orm (The Infernal Serpent)
2. Fädernas synder (The Sins of the Fathers)
3. Vådliga villovägar (Driven to Distraction)
4. Kommissariens eldprov (Masonic Mysteries)

### Säsong 5 (1991)
1. Skuggor ur det förflutna (Second Time Around)
2. Ett oemotståndligt tillfälle (Fat Chance)
3. Vem dödade Harry Field? (Who Killed Harry Field?)
4. En grekisk tragedi (Greeks Bearing Gifts)
5. Det förlovade landet (Promised Land, även benämnd Inspector Morse in Australia)

### Säsong 6 (1992)
1. Döden passar tiden (Dead on Time)
2. Lyckliga familjer (Happy Families)
3. Mordet på det förgångna (The Death of the Self)
4. Dömd till varje pris (Absolute Conviction)
5. Keruber och serafer (Cherubim and Seraphim)

### Säsong 7 (1993)
1. Dödlig dvala (Deadly Slumber)
2. Djävulens dag (The Day of the Devil)
3. Gudarnas skymning (Twilight of the Gods)

### Säsong 8 (1995–2000)
1. Vägen genom skogen (The Way Through the Woods)
2. Kains döttrar (The Daughters of Cain)
3. Med döden som granne (Death is Now My Neighbour)
4. Kvinnan i kanalen (The Wench is Dead)
5. Räkenskapens dag (The Remorseful Day)